# Denia Caballero
Denia Caballero (Caibarién, 13 gennaio 1990) è una discobola cubana.

## Palmarès
| Anno | Manifestazione      | Sede           | Evento           | Risultato | Prestazione | Note              |
| ---- | ------------------- | -------------- | ---------------- | --------- | ----------- | ----------------- |
| 2011 | Campionati CAC      | Mayagüez       | Lancio del disco | Oro       | 62,06 m     |                   |
| 2011 | Mondiali            | Taegu          | Lancio del disco | 9ª        | 60,73 m     |                   |
| 2011 | Giochi panamericani | Guadalajara    | Lancio del disco | Bronzo    | 58,63 m     |                   |
| 2012 | Giochi olimpici     | Londra         | Lancio del disco | 25ª       | 58,78 m     |                   |
| 2013 | Mondiali            | Mosca          | Lancio del disco | 8ª        | 62,80 m     |                   |
| 2014 | Giochi CAC          | Veracruz       | Lancio del disco | Oro       | 64,47 m     | Record dei Giochi |
| 2015 | Giochi panamericani | Toronto        | Lancio del disco | Oro       | 65,39 m     |                   |
| 2015 | Mondiali            | Pechino        | Lancio del disco | Oro       | 69,28 m     |                   |
| 2016 | Giochi olimpici     | Rio de Janeiro | Lancio del disco | Bronzo    | 65,34 m     |                   |
| 2017 | Mondiali            | Londra         | Lancio del disco | 5ª        | 64,37 m     |                   |
| 2018 | Giochi CAC          | Barranquilla   | Lancio del disco | Argento   | 65,10 m     |                   |
| 2019 | Giochi panamericani | Lima           | Lancio del disco | Bronzo    | 60,46 m     |                   |
| 2019 | Mondiali            | Doha           | Lancio del disco | Argento   | 68,44 m     |                   |
| 2021 | Giochi olimpici     | Tokyo          | Lancio del disco | 23ª (q)   | 57,96 m     |                   |
| 2022 | Campionati NACAC    | Freeport       | Lancio del disco | Argento   | 61,86 m     |                   |

## Altre competizioni internazionali
2014
- Bronzo all'ExxonMobil Bislett Games ( Oslo), lancio del disco - 64,89 m
- 5ª al Meeting Areva ( Saint-Denis), lancio del disco - 63,29 m

2015
- Oro agli FBK-Games ( Hengelo), lancio del disco - 65,46 m